# Шлямарка
Шляма́рка — річка в Україні, в межах Радомишльського, Малинського районів Житомирської області, права притока річки Візні (басейн Тетерева). 
Довжина 25 км. Площа басейну 178 км². Похил 1,9 м/км.
Річкова долина завширшки до 2,5 км, завглибшки до 15 м. Заплава двостороння, завширшки до 200 м, частково заболочена. Річище слабкозвивисте, його ширина до 5 м. Споруджено ставки, використовується на господарські потреби. 
Бере початок у селі Дубовик. Тече на північний схід. Впадає до Візні на схід від села Нянівки.

## Походження назви
Річка отримала назву під прізвища селялина Шлямара, який мешкав у селі Чайківка.